# Renine
Renine of angiotensinogenase is een door de nieren geproduceerd proteolytisch enzym dat voornamelijk wordt gevormd in het juxtaglomerulaire apparaat. Dit enzym kan, mits falend, indirect op lange termijn de bloeddruk ontregelen.
Renine is een belangrijke regulator van het renine-angiotensine-aldosteronsysteem (RAAS). Het juxtaglomerulaire apparaat reageert op hoog kalium, laag natrium of lage bloeddruk/bloedvolume met de uitscheiding van renine. Renine zet angiotensinogeen (een in de lever gevormd polypeptide, en voorstadium van angiotensine) om in actief angiotensine I. Angiotensine I wordt door angiotensine-converterend enzym (ACE) omgezet in angiotensine II, dit stimuleert de afgifte van aldosteron door de bijnier, en antidiuretisch hormoon, of kortweg ADH door de hypofyse. Hierdoor neemt in de nieren de resorptie van natrium en water toe, waardoor de bloeddruk stijgt. Ook stimuleert renine de hartcontractiliteit (de systole) en de perifere vaatweerstand, waardoor de bloeddruk eveneens stijgt. Bij een ontregelde (verhoogde of verlaagde) bloeddruk kan in het klinisch chemisch laboratorium de hoeveelheid renine in bloedplasma gemeten worden. Het is ook mogelijk om de activiteit van renine te bepalen door de vorming van angiotensine I uit angiotensinogeen te meten.

## Bron
- J.M. Pekelharing e.a, Handboek medische laboratoriumdiagnostiek, Prelum uitgevers 2009 ISBN 9789085620136, blz. 461-462: "Renine".